# The Richmond News Leader
The Richmond News Leader est un quotidien de l'après-midi américain publié à Richmond de 1888 à 1992. Il s'est successivement appelé The Leader (1888), The Evening Leader (1896) et a porté son nom le plus connu à partir de 1903 et sa fusion avec The Richmond News (1899).